# Bradypterus cinnamomeus
Bradypterus cinnamomeus е вид птица от семейство Locustellidae.

## Разпространение
Видът е разпространен в Бурунди, Демократична република Конго, Етиопия, Кения, Малави, Мозамбик, Руанда, Южен Судан, Судан, Танзания, Уганда и Замбия.